# Internet
Internet, medmrežje ali medomrežje (mednarodni izraz internet je skrajšan iz angleške besede »inter-network«) je v splošnem smislu računalniško omrežje, ki povezuje več omrežij. Kot lastno ime je Internet javno razpoložljiv mednarodno povezan sistem računalnikov skupaj z informacijami in uslugami za uporabnike. Sistem uporablja način paketno preklopljivih komunikacijskih protokolov TCP/IP. Tako se največje medomrežje enostavno imenuje Internet. Spretnost povezovanja omrežij na ta način se imenuje internetno delovanje.
V razširjenem izražanju se internet velikokrat nanaša na storitve, kot so svetovni splet (WWW), elektronska pošta in neposredni klepet (online chat).

## Nastanek interneta
Nastanek interneta sega v obdobje povojnih Združenih držav Amerike, ko je Vennevar Bush, univerzitetni profesor na Tehnološkem inštitutu Massachusettsa in razmeroma podkovan podjetnik vplival na močno investiranje v opismenjevanje družbe glede tehnoloških novosti. 
Ustanovljena je bila Nacionalna znanstvena fundacija, ki je skrbela za izboljšano finančno podporo znanosti v družbi, v povojnem času izobilja v ZDA. Fundacija je omogočala dobro sodelovanje med vlado, akademskim okoljem in gospodarstvom. Fundacija v naslednjih tridesetih letih financirala velik del akademskega in industrijskega raziskovanja in skupaj z Ministrstvom za obrambo krila skoraj tolikšen del investicij, kot jih je opravilo zasebno gospodarstvo. Ob pomembnih univerzah so tako nastali inštituti zasebnih raziskovalcev, ki so bili deloma financirani tako od vlade, kot od zasebnega sektorja. Internet je pričel nastajati koncem šestdesetih let (1969) in osemdesetih let, ko je začel delovati kot ARPANET. Med najpomembnejšimi znanstveniki in organizatorji mreže, ki se je izoblikovala v ARPANET, velja omeniti Josepha Carla Robnetta Licklidera, znanstvenika, ki se je sprva ukvarjal predvsem s psihoakustiko, a se ob študiju navdušil nad kibernetiko in psihologijo in postal pomemben motivator za izboljševanje interakcije med uporabniki, računalnikom, programi in terminali, predvsem z izboljšanjem povezljivosti med knjižnicami, znanstvenimi publikacijami ter na področju izboljšave poizvedb pri takšnih enormnih količinah podatkov. Vlada ZDA ga je preusmerila v delo za DARPA. Licklider je sprejel delo znotraj ministrstva za obrambo, pri skrbi izboljševanje vojaških odločitev zaradi bolj izčiščenih informacij računalniške obdelave. Prav tako je sprejel delo preučevanja psiholoških faktorjev pri sprejemanju vojaških odločitev. Sam tako je tako podpiral izrazito mreženje znanstvenikov in njihov sredstev in povečanje tako interpretacij kot dostopnosti rezultatov med različnimi univerzami in raziskovalnimi centri. Že v zgodnji zasnovi je bil internet načrtovan kot necentralizirano omrežjem preko najetih telefonskih kablov namenjenih tovrstni dejavnosti, za kar sta se Larry Roberts in Robert Taylor odločila predvsem zaradi varnosti in obstojnosti mreže ob stresnih dogodkih. Centraliziran računalnik je bil kot ideja kaj kmalu opuščen. Ob sponzorstvu agencije za napredne raziskave pri ameriškem obrambnem ministrstvu DARPA (Defense Advanced Research Projects Agency) je bil razvit sklad protokolov IP (Internet Protocol) in TCP (Transmission Control Protocol). Podatkovno omrežje, zasnovano na tem protokolnem skladu, naj bi služilo povezavi oddaljenih raziskovalnih institucij s superračunalniki za potrebe raziskav, ki jih je naročalo ameriško obrambno ministrstvo. Prav tako so pred samim ARPANET dorekli značilnosti decentraliziranih omrežij, paketno preklapljanje informacij, teorijo čakajočih vrst. Pri paketnem preklapljanju je pomembno izpostaviti Paula Barana (1926-2011), znanstvenika poljskega rodu, ki je dorekel pretok decentraliziranega omrežja, kot ga trenutno pozna internet. Sam je objasnil, da je razvijal tovrstni decentraliziran pretok informacij z namenom, da bi lahko računalniki in mreža delovali nodvisno, tudi po morebitnem napadu z jedrskim orožjem.
Sčasoma je omrežje preraslo v akademsko in raziskovalno omrežje, kasneje pa je postalo zanimivo tudi za komercialne uporabnike. Sprva je povezovalo le štiri raziskovalne centre, UCLA, Stanford Research Institut, Univerzo v Utahu ter Univerzo v Kaliforniji (Santa Barbara). Pridobili so tudi prve razdelilnike omrežja, IMP oziroma usmerjevalnike. Omrežje, ki je povezovalo učinkovito in na razdaljo dva univerzitetna središča, je pričelo tako delovati 29. oktobra 1969. V tem času je Internet podvojil svojo velikost približno vsakih trinajst mesecev, kar kaže na izredno hitro rast. S širjenjem omrežja se je povečalo tudi število različnih vrst aplikacij, ki so potekale na njem. Vedno več ljudi je pričelo vsakodnevno uporabljati storitve medomrežja pri svojem delu, tudi nekatera podjetja so pričela preko Interneta opravljati del svojega poslovanja. 
Za razvoj in uporabnosti interneta so veliko postorili tudi izum osebnih računalnikov, miške, grafičnih vmesnikov, dostopnost zabave, socialna omrežja, prenos komunikacije na omrežje preko različnih dopisovanj, forumov. Že zelo zgodaj se je splet naslanjal tudi na hipijevsko gibanje, kjer so uporabniki v imenu svobode in obilja prevzemali odgovornost za cel planet in njegovo izobilje. Tako so nastali projekti Douglasa Adamsa, ki na splet poskušal prenesti interaktivni Štoparski vodnik po galaksiji, obstajali pa tudi drugačni načini oblikovanja interaktivne enciklopedije ali vsaj poskus zbiranja podatkov in takšno mreženje ljudi. 
1. januarja 1983 je ARPANET spremenil jedro svojih omrežnih protokolov iz NCP (Omrežni kontrolni program (Network Control Program)) v TCP/IP, kar je dejanski začetek interneta, kot ga poznamo danes.
Slovenija je prvo internetno povezavo dobila novembra 1991, ko so iz laboratorija za odprte sisteme na Institutu Jožef Stefan (IJS) poslali prve pakete IP na Inštitut za fiziko in matematiko v Amsterdamu.

## Storitve interneta
Internet vsebuje in oskrbuje različna omrežja, mobilna omrežja, mobilne aplikacije, svetovni splet, elektronska pošta, videoigre, internetna telefonija in peer-to-peer storitve.

### Svetovni splet (World Wide Web)
Svetovni splet je najbolj prepoznaven del uporabe interneta in deluje tudi pri uporabi te enciklopedije. Delovanje interneta ni nujno povezano s svetovnim omrežjem, saj lahko delujejo tudi v lokalni mreži, kakršna je bila zgodovinska ureditev povezave več univerz. Internetno omrežje je sestavljeno z več dokumentih, slikah in drugih virih, ki so povezani preko hiperlinkov, hiperpovezav in so označeni z enotnim zapisom, ki označi dokument  (URL - Uniform Resource Identifier/Link). URI tako simbolično označi storitve, serverje, podatkovne baze, podatkovne vire. Hypertext Transfer Protocol (HTTP) je najpomembnejši protokol svetovnega spleta, se pa isti protokol uporablja tudi pri drugih omrežnih dejavnostih deljenja in izmenjave podatkov in analiz.
Brskalniki svetovnega spleta, kakršen so bili ali so še Microsoftov Internet Explorer ali Edge, Mozilla Firefox, Opera, Apple Safari, in Google Chrome omogočijo uporabnikov prehod z ene na drugo spletno stran in prikazovanje podatkov, ki jih te strani zahtevajo (slika, video, tekst, grafika, program kot vdelana aplikacija). V pomoč uporabniku so nastali iskalniki, programi, ki so s pomočjo gesel ali navedbe ključnih besed olajšali dostop do iskane strani ali strani, ki bi lahko vsebovale relevantne podatke. Tako so nastali iskalniki kakršen je bil Lycos, Google, Altavista, Yahoo! in ostali. Svetovni splet skuša podatke decentralizirati z oblikovanjem različnih spletnih strani. Objava je lahko dostopnejša in učinkovitejša, a je to odvisno predvsem od odziva na dano informacijo. Svetovni splet je organiziral tudi posebno oglaševanje v obliki dnevnikov (blogov). Spletne strani lahko podobno kot časopisi oblikujejo tudi svoje lastno oglaševanje, promocije ali uvedejo oglaševanje za druge spletne strani ali druge vsebine. Brskanje po svetovnem spletu ni povsem anonimno, kar omogoča tudi beleženje zanimanja in osebnih podatkov, kar je bilo kontroverzno in nerodno v zgodnjem obdobju interneta. Večina zapletov se je uredila z oblikovanje socialnih omrežij, ki je spletno in dejansko identiteto spojila in tako naj bi olajšala ureditev varovanja zasebnosti.
Izdelava spletne strani je s časom postala izrazito poenostavljena. Omogočen je tudi grafični vmesnik, ki olajša urejanje strani. Nastale so tudi posebne aplikacije, ki personalizirajo uporabo spletne strani, gradijo spletno skupnost in izboljšajo uporabniško izkušnjo.

### Komunikacija
Elektronska pošta je pomembna internetna storitev, ki je delovala že sprva v želji po nadomestitvi običajne pisemske pošte. Slike, dokumenti so bili lahko poslani v prilogi in dodani v vpogled tudi drugim ljudem hkrati. Bolj stabilna mrežna povezava je omogočila tudi prenos glasu in slike preko spleta, a kvaliteta prenosa še vedno ni bila optimalna, manjkale so tudi službe, ki jih je vedno vzdrževal oskrbnik telefonskega omrežja. Mobilno omrežje je vidno izboljšalo tudi tehnologije prenosa podatkov onkraj prejšnjih mejnikov.

### Prenos podatkov
Datoteka je lahko prenesena kot priloga elektronski pošti. Lahko je dostopna na spletni strani. Lahko je naložena na server in tako dostopna preko posebnega protokola File Transfer Protocol (FTP) , da si jo naložijo dol s serverja. Dostopnost do datoteke se lahko omeji, lahko pa se jo razdeljuje prosto in je tako dostopna po celem svetu. Datoteka je lahko celo podpisana in avtorizirana z digitalnim podpisom. 
Prenos podatkov se večinoma uporablja za prenos večjih datotek. Nove tehnologije tako omogočajo spletne kamere, žive prenose, predvajanje videov, zapisovanje daljših predavanj in celo videopogovor več različnih oseb. Podcast je objava podatkov, videa ali avdia posnetega za širše predvajanje, do katerega dostopa lahko kdorkoli, celo preko mobilnega podatkovnega omrežja. Pri tem skorajda ne obstaja cenzure, kar je lahko zelo problematično ob ekcesnih primerih.

## Varnost
Internet je predvsem vir dostopnosti do računalnika, kar lahko pomeni grožnjo prevelike dostopnosti ali zlorabljene opreme, operacijskega sistema ali drugih virov, ki so povezani z računalnikom (dostop do bančnih podatkov, naročnin, trgovanja, mobilnih aplikacij). Uporabniki so tako lahko tarče kriminalnega vedenja, izsiljevanja, prevar, goljufij, nepooblaščenega pridobivanja osebnih podatkov.

### Zlonamerna programska oprema
Izraz zlonamerna programska oprema (malware) opisuje programsko opremo, ki se namesti na uporabnikov računalnik in mu škodi, s pomočjo interneta je njeno razširjanje močno olajšano. Med zlonamerno programsko opremo štejemo računalniške viruse (širijo se s pomočjo ljudi, ki delijo prostovoljno, naklepno ali zaradi malomarnosti in neznanja), računalniške črve, ki delujejo samodejno, programe, ki uničujejo delovanje računalnika, izsiljevalsko programje (program, ki ga upravlja izsiljevalec in tako pritiska na uporabnika), botnete, vohunsko programje (beleži delovanje in tipkanje uporabnikov). Ukvarjanje s temi dejavnostmi lahko pomeni kibernetski kriminal.

### Cenzura in nadzor
Razširjena
  Precej velika
  Selektivna
  Spremenljiva glede na situacijo
  Malo ali nič
  Ni klasificirano ali ni podatkov

Nekatere države si prizadevajo nadzorovati prenos in izmenjavo podatkov med uporabniki. Pri tem so deloma zavezane z zakonodajo, ki velikokrat zaostaja z ureditvijo in povzroča velike težave. Nekatere države to rešujejo z omejitvijo iskalnika, cenzuro ali prepovedjo določenih vsebin za internet. Nekatere države omejujejo politične ali verske vsebine, druge omejujejo delovanje določenih orodij. Nekatera podjetja in celo države omejujejo ali prepovedujejo dostop do zaprtega določenega seznama spletnih strani (na ravni države naj bi veljalo za seznam spletnih strani otroške pornografije), možno je kupiti tudi program, ki to uspešno omogoči tudi za posamičen računalnik ali mrežo. 
Internet večino podatkov prestreza v obliki paketov, a nekateri podatki se prenašajo tudi popolnoma nekodirani. Zaradi želje po nadzoru komunikacij ima država nekatere mehanizme nadzora komunikacij. Nekateri dragi mehanizmi omogočijo tudi sestavljanje in analiziranje paketov.